# サムソン高橋
サムソン高橋（さむそん たかはし）は、日本のゲイライター。

## 略歴
1967年、鳥取県生まれ。大阪外国語大学を7年目で除籍。『SAMSON』編集部で編集者およびライターとして勤務し、同社のAV「SAMSON ViDEO」も制作（『ベア・ハンター』『淫乱テディベア』など主に熊系と呼ばれるジャンルのハメ撮り作品で一定の支持を得る人気シリーズであった）。
2002年に退社後、フリーとして活動を始める。『G-men』では、世界各地のハッテン場探訪記「ALWAYS UNPROUD」や読者からの投稿に答える「永遠の補助席」といったコーナーを連載。また、同誌の「バックルーム」や編集後記にもコメントを寄せている。
『SAMSON』編集部で同僚だった漫画家の熊田プウ助と交流があり、『G-men』での連載コーナーには熊田による挿絵が添えられている。また、ぶんか社の『本当にあった笑える話スペシャル』において熊田と共著で「サムソン高橋のどすこい珍紀行」を連載している。
2016年から能町みね子と結婚を前提とした同棲生活を続けている。

## 単行本
- 世界一周ホモのたびシリーズ （漫画：熊田プウ助　ぶんか社）「サムソン高橋のどすこい珍紀行」の単行本
  - 世界一周ホモのたび （2011年6月1日） ISBN 978-482114-320-7
  - 世界一周ホモのたび DX （2012年9月1日） ISBN 978-482114-344-3
  - 世界一周ホモのたび 祭 （2014年8月18日） ISBN 978-482114-390-0
  - 世界一周ホモのたび 狂 （2014年4月15日） ISBN 978-482114-434-1
  - 世界一周ホモのたび 結 （2017年12月20日） ISBN 978-482114-464-8
- ホモ無職、家を買う （2017年12月8日） （漫画：熊田プウ助　実業之日本社）ISBN 978-440841-485-0